# Verkündigungsfenster (Bézu-la-Forêt)

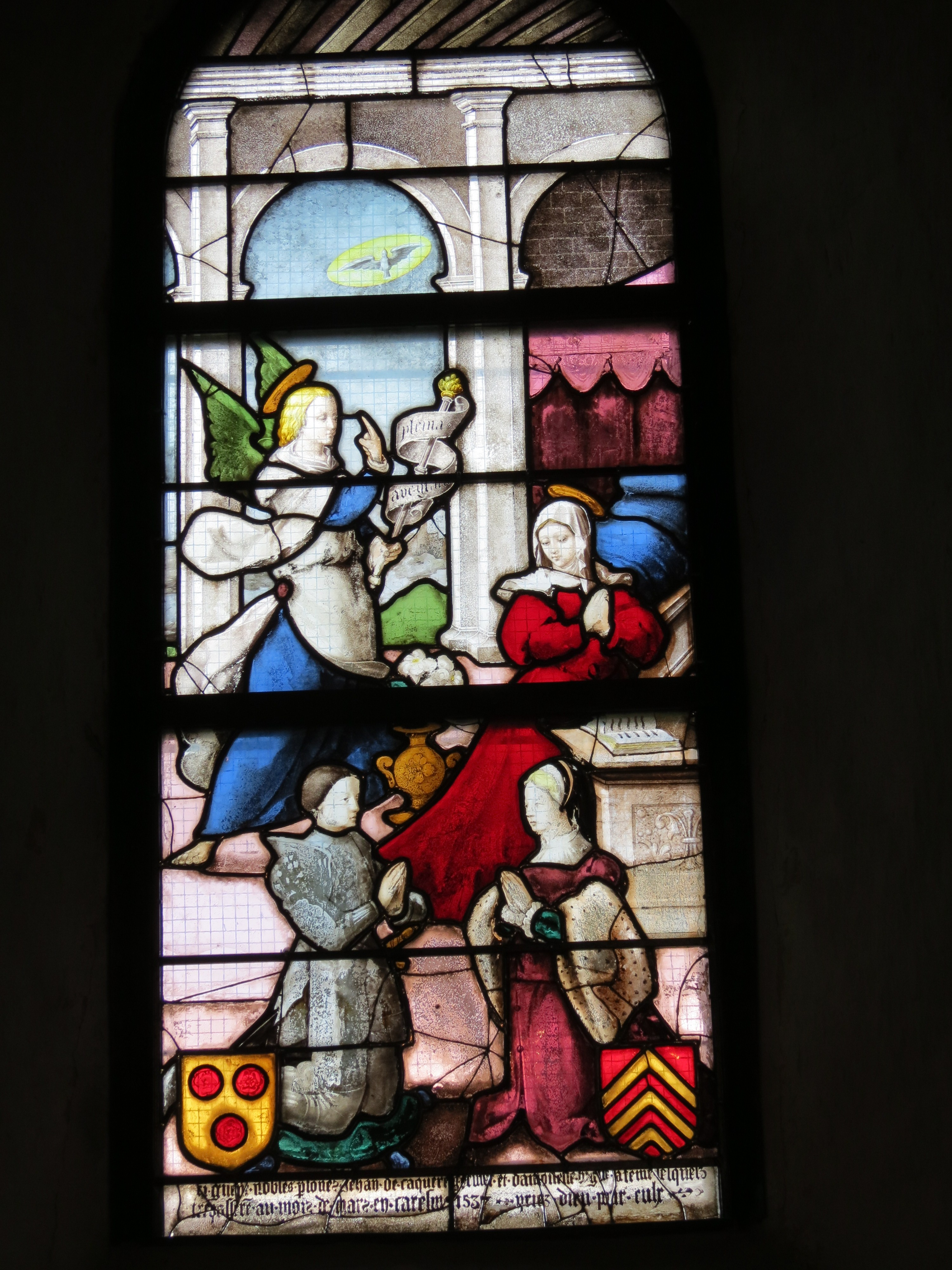
Verkündigungsfenster in Bézu-la-Forêt

Das Verkündigungsfenster in Bézu-la-Forêt, einer französischen Gemeinde im Département Eure in der Region Normandie, wurde 1537 geschaffen. Das Bleiglasfenster in der katholischen Pfarrkirche St-Martin wurde 1907 als Monument historique in die Liste der geschützten Objekte (Base Palissy) in Frankreich aufgenommen.

## Beschreibung
Das Fenster Nr. 5 im Querhaus stellt die Verkündigung des Herrn dar. Es wurde von Jean de Caqueray und seiner Frau Jeanne de Bouju gestiftet. 
Im oberen Teil nähert sich der Erzengel Gabriel von links, die rechte Hand zum Segensgestus erhoben, Maria. Darunter sind die knienden Stifter Jean de Caqueray und Jeanne de Bouju mit ihren Wappen dargestellt.
Das Fenster, das im 19. und 20. Jahrhundert mehrere Restaurierungen erfahren hat, wurde teilweise ergänzt.  

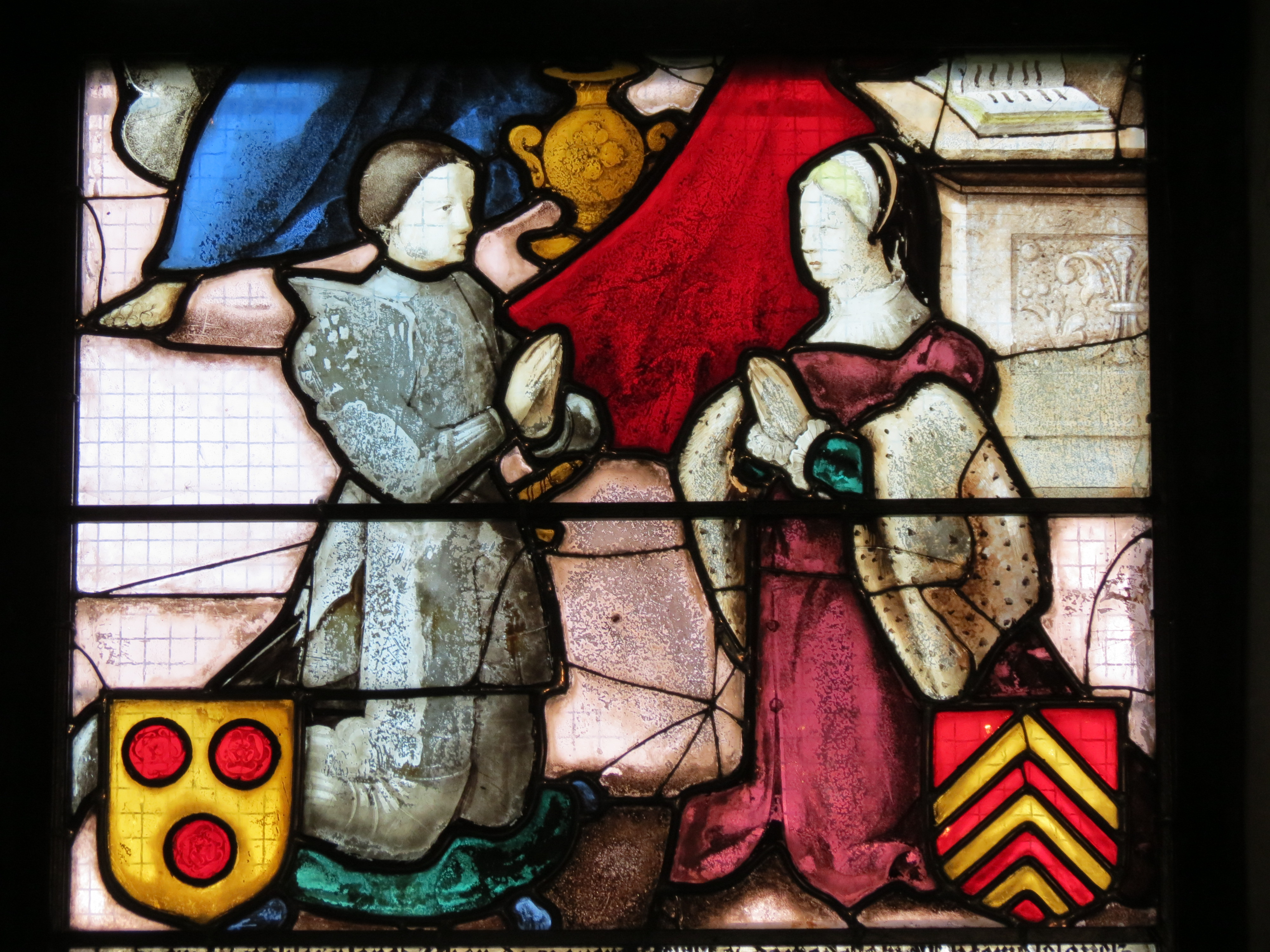
Die Stifter Jean de Caqueray und Jeanne de Bouju
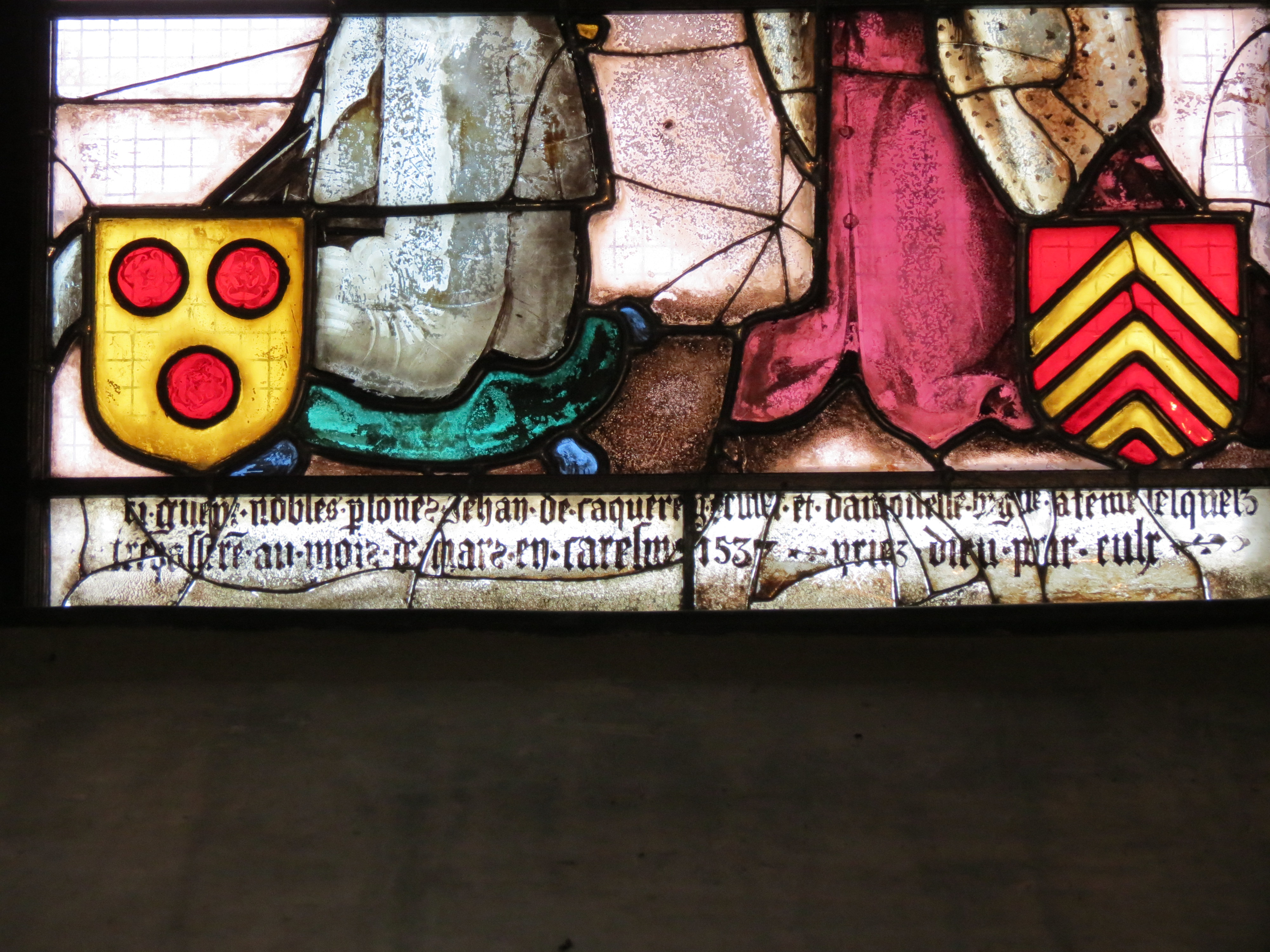
Inschrift mit der Jahreszahl 1537, dem Todesjahr der Stifter, und den Stifterwappen